# 2018 à Nauru
Cet article présente les faits marquants de l'année 2018 à Nauru.

## Évènements
- 2 avril : Le gouvernement nauruan abroge le traité qui faisait de la Haute Cour d'Australie l'instance d'appel du système judiciaire nauruan. La décision est rétroactive au 13 mars, et prive plusieurs personnalités politiques d'opposition, arrêtées pour manifestation en 2015, de possibilité d'appel[1].
- 13 septembre : La justice arrête le procès des « Dix-neuf de Nauru », les manifestants arrêtés en 2015, et accuse le ministre de la Justice David Adeang d'« affront honteux à l'État de droit »[2].